# Crăciunul e aproape
Crăciunul e aproape (titlu original: All Is Bright, în Regatul Unit Almost Christmas) este un film de Crăciun de comedie și dramatic din 2013 regizat de Phil Morrison. Rolurile principale au fost interpretate de actorii  Paul Giamatti, Paul Rudd, Sally Hawkins și Amy Landecker.

## Prezentare
Dennis (Paul Giamatti) tocmai ce a ieșit de la închisoare pentru a afla că fosta sa soție  Therese (Amy Landecker) i-a spus fetiei sale că tatăl său a murit de cancer și că  cel mai bun prieten al său Rene (Paul Rudd) se va căsători curând cu Therese.  Dennis și Rene (care sunt doi canadieni) pleacă cu brazi de Crăciun să-i vândă la New York City pentru a face rost de bani cinstiți.

## Distribuție
- Paul Giamatti - Dennis
- Paul Rudd - Rene
- Sally Hawkins - Olga
- Amy Landecker - Therese
- Peter Hermann - Monsieur Tremblay
- Emory Cohen - Lou
- Halley Feiffer - Claire
- Colman Domingo - Nzomo

## Producție
Filmările au avut loc la Tupper Lake, New York și în McCarren Park, Brooklyn. 

## Vezi și
- Listă de filme de Crăciun
- 2013 în film